# بيدرو يانغ
بيدرو يانغ (بالإسبانية: Pedro Yang)‏ هو لاعب كرة الريشة غواتيمالي، ولد في 9 أكتوبر 1976 في غواتيمالا في غواتيمالا.

## وصلات خارجية
- بيدرو يانغ على موقع BWF.tournamentsoftware.com (الإنجليزية)
- بيدرو يانغ على موقع BWFbadminton.com (الإنجليزية)
- بيدرو يانغ على موقع اللجنة الأولمبية الدولية (الإنجليزية)
- بيدرو يانغ على موقع أوليمبيديا (الإنجليزية)